# Someone in Control
Someone In Control e al doilea album semnat Trapt, lansat pe 13 septembrie,2005. Trei single-uri au fost lansate: "Stand Up", "Waiting", si "Disconnected (Out Of Touch)". "Stand Up" a ajuns pe locul 4 in topul Mainstream Rock Tracks si locul 17 in topul Modern Rock Tracks. Someone In Control a fost co-produs de Trapt si Don Gilmore. Versurile au fost scrise de catre vocalistul trupei, Chris Brown.
Din aprilie 2007, Someone In Control a vandut 500.000 de exemplare, dobandind statutul de Aur.

## Lista Piese
1. "Disconnected (Out of Touch)" – 3:47
2. "Waiting" – 3:50
3. "Victim" – 3:59
4. "Stand Up" – 3:59
5. "Lost Realist" – 4:06
6. "Skin Deep" – 3:45
7. "Influence" – 4:09
8. "Repeat Offender" – 3:16
9. "Bleed Like Me" – 3:27
10. "Use Me To Use You" – 3:29
11. "Product Of My Own Design" – 3:32
12. "Alibi"- 4:15 (b-side)